# Caritas Romana

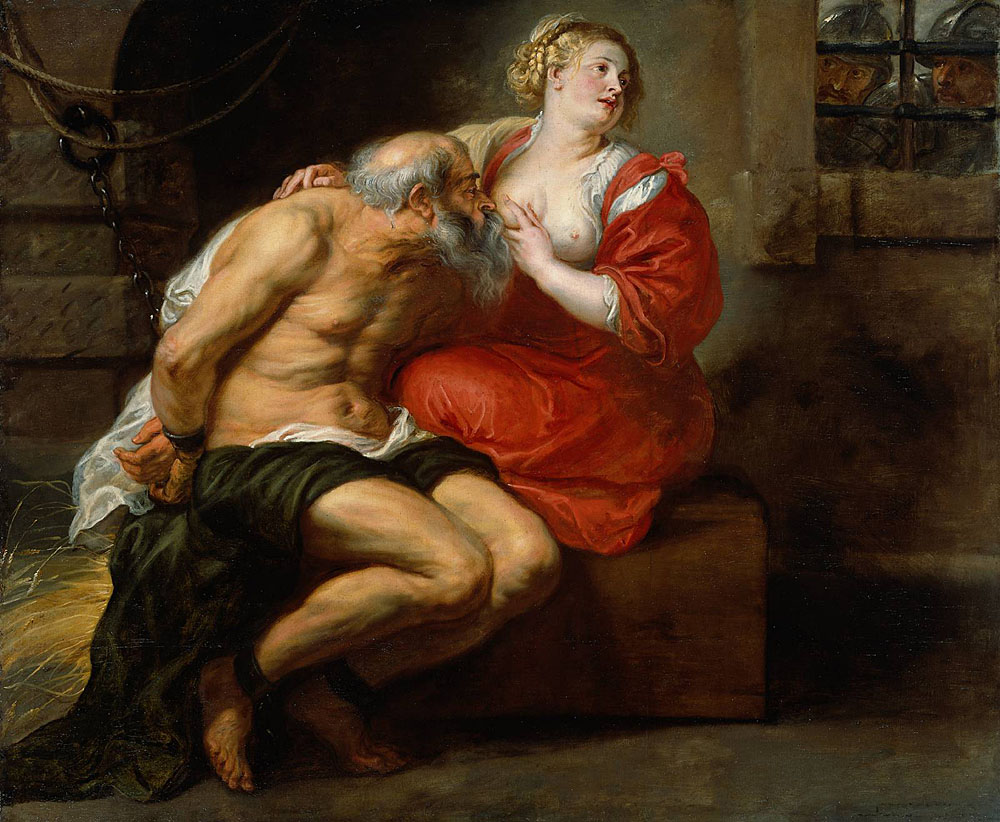
Peter Paul Rubens: Cimon und Pero. Ca. 1630

Caritas Romana (lat. für römische Liebe) ist ein Sujet der europäischen Kunst und Literatur. Es geht zurück auf die von Valerius Maximus verbreitete Legende, wonach erwachsene Frauen einem Elternteil, das im Gefängnis vom Hungertod bedroht war, das Leben retteten, indem sie ihm die Brust gaben. In der Antike galt die Geschichte als Musterbeispiel für pietas, also für treue Kindesliebe. Im Christentum wurde es im Sinne der caritas gedeutet, also der Nächstenliebe und Barmherzigkeit.

## Antike
Von Valerius Maximus sind die etwa 30 n. Chr. unter Tiberius (14–37 n. Chr.) entstandenen Factorum ac dictorum memorabilium libri überliefert, die unter anderem die Erzählung der „Caritas Romana“ (Römische Caritas) in zwei verschiedenen Versionen enthält. Die Geschichte handelt von einem Elternteil, der im Gefängnis verhungern soll. In der ersten Version von Valerius Maximus ist es die Mutter, in der zweiten Version der Vater. Nur der jungen Tochter wird der Zutritt erlaubt, nachdem diese gründlich nach Lebensmitteln durchsucht wurde. Die Tochter aber, die kurz zuvor entbunden hatte, reicht Mutter/Vater ihre eigene Brust zum Trinken und bewahrt sie/ihn so vor dem Verhungern. Als das schließlich bekannt wird, begnadigt der Prätor beeindruckt von dieser Tat den Elternteil und man errichtet der Tochter später einen Tempel, dort wo früher (angeblich) das Gefängnis gestanden hatte.
Die Geschichte selbst ist vermutlich sehr viel älter, jedenfalls hat sie schon in der Antike in mehreren Versionen existiert, in denen auch mehrere Namen verwendet wurden: Cimon (Cimo, Kimon) und Pero (Peres, Pera), Xanthippe und Mycon und später in Griechenland Tectaphus und Eerie. Die Geschichte muss damals bereits sehr bekannt gewesen sein; so sind alleine in Pompeji (verschüttet 79 n. Chr.) schon drei bildliche Darstellungen dieser Geschichte gefunden worden.

## Bildende Kunst
Bereits aus der römischen Antike sind mehrere Darstellungen des Themas bekannt; bei den Ausgrabungen in Pompeji wurden mindestens drei entsprechende Bilder gefunden. Ein erneutes Aufgreifen und Veröffentlichen der Geschichte durch Giovanni Boccaccio um das Jahr 1362 führte zu den erwähnten zahlreichen neueren Darstellungen der Szene, die bis in die heutige Zeit anhalten. In der Neuzeit war das Sujet sehr beliebt: Andor Pigler zählte alleine bis zum Ende des 18. Jahrhunderts schon etwa 230 bildliche Darstellungen Rubens, eines als Motiv in Caravaggios Gemälde Die sieben Werke der Barmherzigkeit.

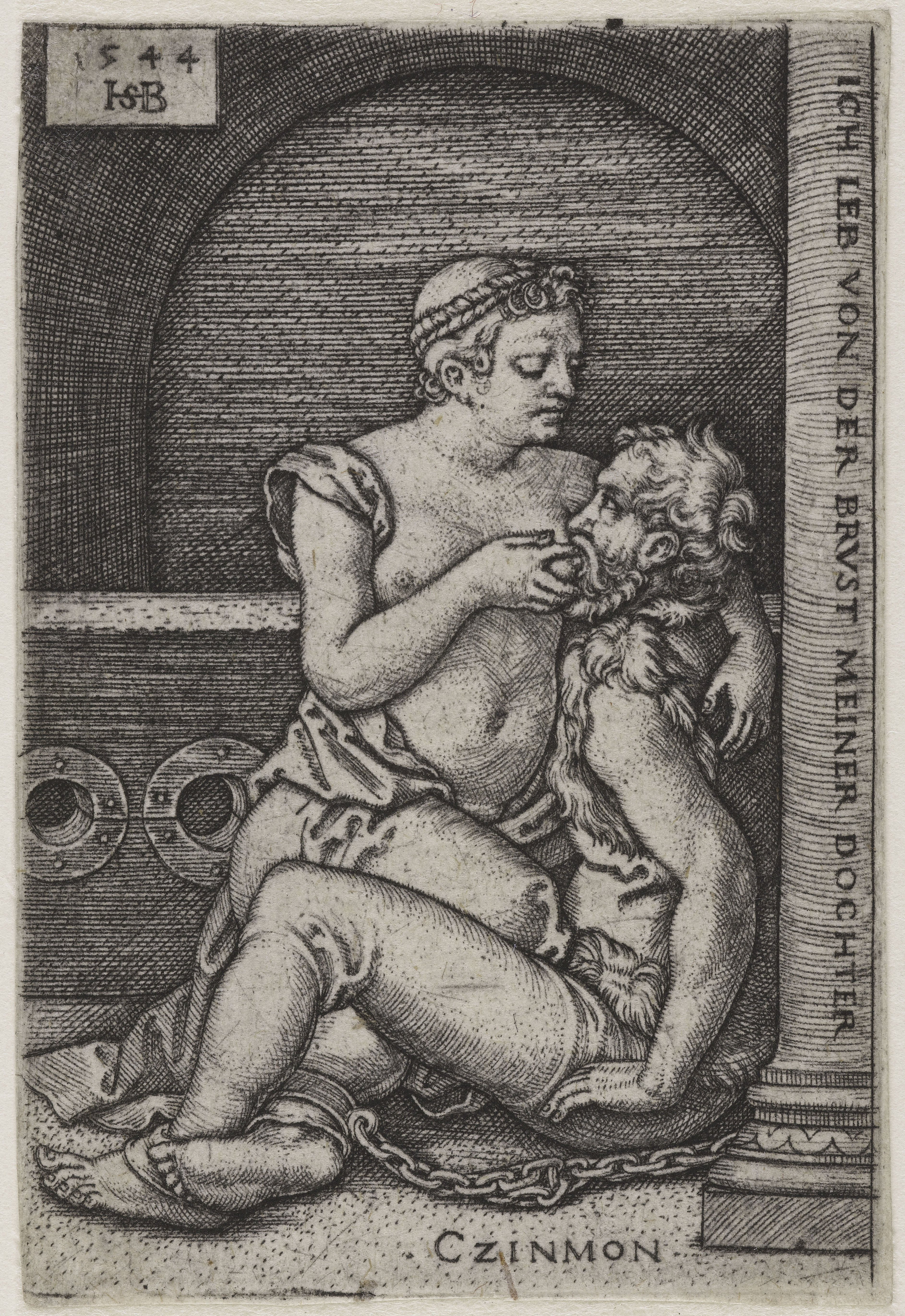
Hans Sebald Beham: Cimon und Pero. 1544.
Michelangelo Merisi da Caravaggio: Die sieben Werke der Barmherzigkeit. Neapel, 1607.
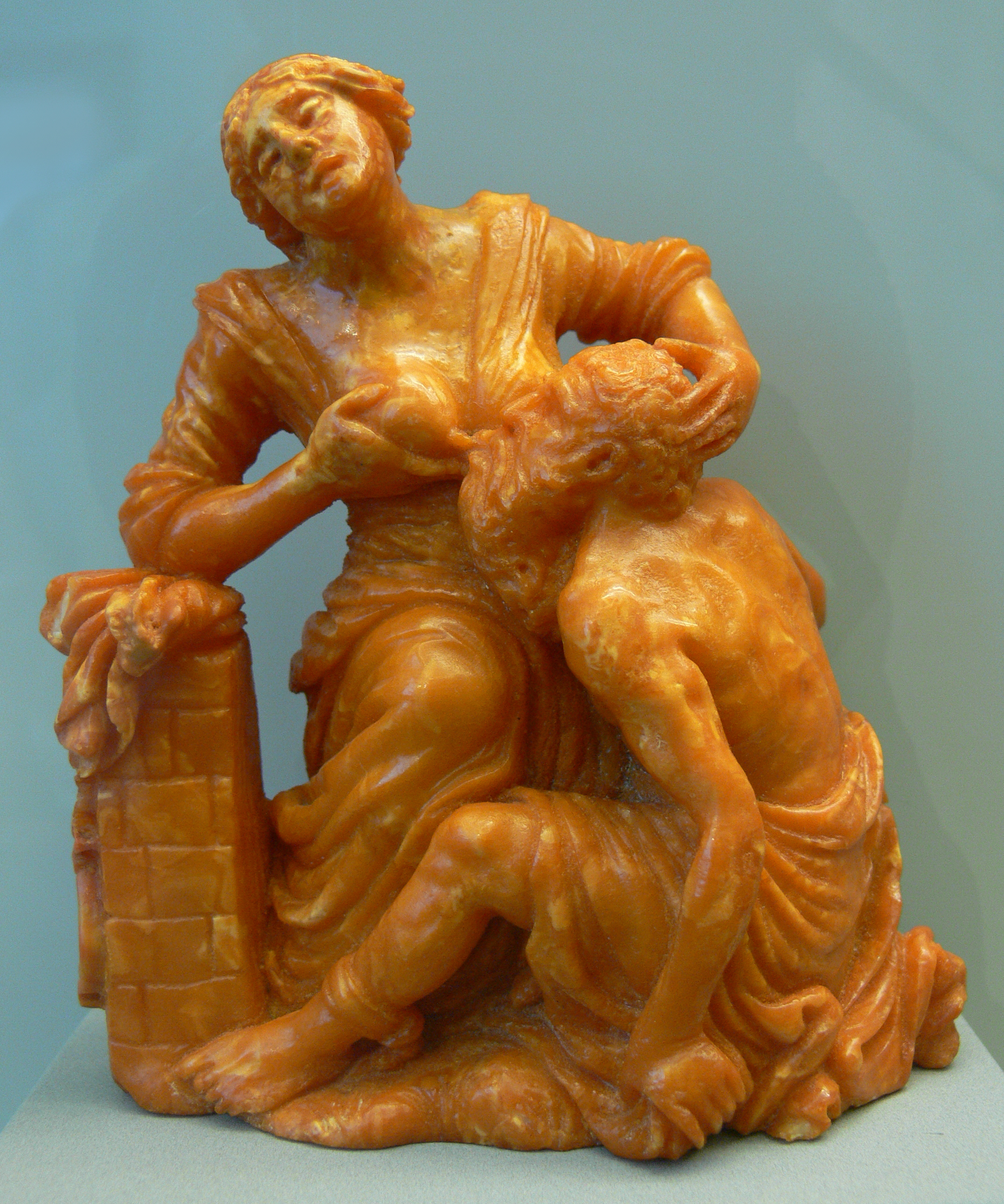
Christoph Maucher: Cimon und Pero. Bernsteinplastik, Danzig 1690
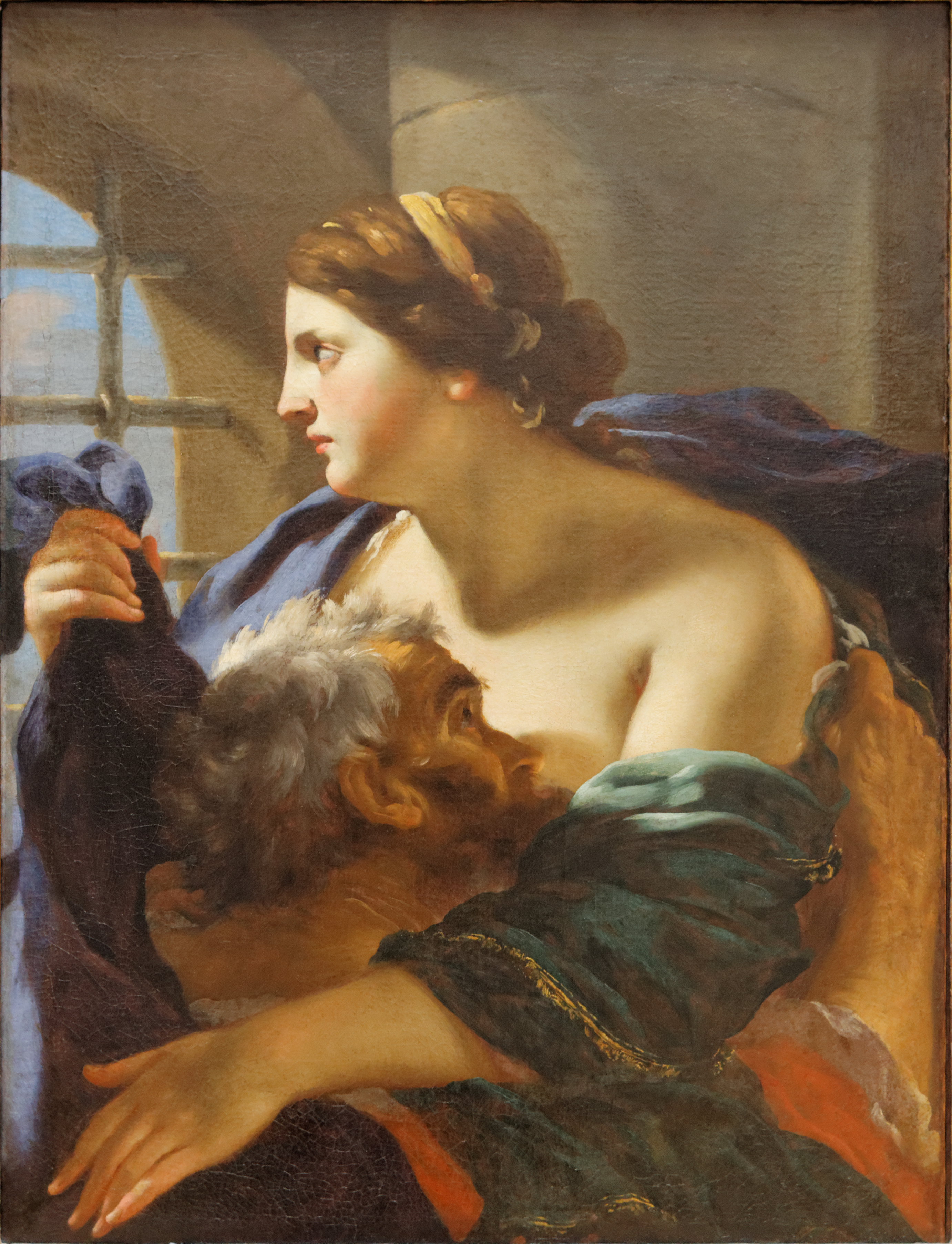
Charles Mellin: Cimon und Pero. Etwa 1628

## Film
In Jerzy Skolimowskis Kriegsfilm Essential Killing (2010) gelingt einem in Osteuropa gefangenen Afghanen (Vincent Gallo) nach Folterungen die Flucht durch die Wälder. Die Milch einer stummen Mutter (Emmanuelle Seigner) dient ihm dabei als Nahrungsquelle und steigert so verstörend die Dramatik.